# 上田燿司
上田 燿司（うえだ ようじ、1971年8月7日 - ）は、日本の男性声優。アミュレート所属。
兵庫県神戸市垂水区出身。本名・旧芸名：上田陽司（読みは同じ）、2008年4月1日に改名した。妻は声優の永島由子で現在1児の父。
代表作に、『葬送のフリーレン』（アイゼン）、『ジョジョの奇妙な冒険』（ロバート・E・O・スピードワゴン）、『BLEACH 千年血戦篇』（二枚屋王悦）、『王様ランキング』（ベビン）、『スポンジ・ボブ』（イカルド・テンタクルズ）など。

## 経歴
声優になるきっかけはTV初放送の日本テレビ版『スター・ウォーズ』を観たからである。
関西大学法学部卒。東京アナウンスアカデミー卒業後、文学座付属演劇研究所を経て江崎プロダクション養成所に入所、その後マウスプロモーション、ミディアルタに籍をおく。
2013年1月28日、『JOJOraDIO』にて自身初のラジオパーソナリティーに抜擢される。

## 人物・エピソード
方言は関西弁。趣味は声楽。音域はA - C。
同じ声優で名前が似ている上田祐司（現・うえだゆうじ）と間違えられることがある。
新房昭之監督に「芝居が面白い」と言われており、『さよなら絶望先生シリーズ』の臼井影郎は「上田さんの芝居を生かそうとすると、臼井の出番が増えてしまう」と上田の演技を評価している。
小野大輔とはマウスプロモーションの養成所での同期。
2014年に死去した納谷六朗の代役に伴い、『スポンジボブ』のイカルド役の二代目を担当。イカルドの他にも納谷が同作内で演じていたキャラクターの声も担当している(海賊パッチー、ジェンキンス、マン・レイなど)。
コールが登場して以降の「ジュエルペットシリーズ」では兼ね役が多く、時にはゲストキャラのテロップのページが彼の名前で埋まる事もある。
2024年、山寺宏一、梶裕貴ら他の有名声優26名と共同で、本人に無断で学習・生成される生成AI音声や映像に反対する有志の会として『NOMORE 無断生成AI』を結成した。

## 出演
太字はメインキャラクター。

### テレビアニメ
2001年
- しあわせソウのオコジョさん（ミゾベ、ワラビー、スレプター、ネズミ、学友B、救急隊員A、ちょろりの兄、ファンA、ラブリー店長）
- ヒカルの碁（外来受験生、プロ）

2002年
- 攻殻機動隊 STAND ALONE COMPLEX（SP）
- サイボーグ009 THE CYBORG SOLDIER（隊員）
- パタパタ飛行船の冒険（コック、刑事、アヤク、ホテルの主人、ウィリー、兵士）
- ヒートガイジェイ（男）
- プリンセスチュチュ（生徒）

2003年
- 明日のナージャ（刑事、警部）
- 一騎当千（夏侯惇元譲、甘寧、弁髪男）
- 銀河鉄道物語（2003年 - 2006年、モーリッツ・シュナイダー、ガイサンダー、キム 他）
- 最遊記シリーズ（2003年 - 2004年、村人、妖怪）
- スクラップド・プリンセス（兵士B）
- 住めば都のコスモス荘 すっとこ大戦ドッコイダー
- D.C. 〜ダ・カーポ〜（トニー、ジャングルレンジャー2号）
- 探偵学園Q（学園守衛）
- 超ロボット生命体トランスフォーマー マイクロン伝説（デストロン指揮官）
- NARUTO -ナルト-（2003年 - 2004年、夢火、木ノ葉の暗部、砂の里の住人、ガマ吉、父親）
- 無人惑星サヴァイヴ（2003年 - 2004年、シャトル乗員、イノシシ）
- 円盤皇女ワるきゅーレ 十二月の夜想曲（露木崎、男B、男子B、男子生徒）

2004年
- アズサ、お手伝いします!（中里あきら）
- エリア88（スマイリー）
- 学園アリス（焼き芋屋、黒服男、警備員B 他）
- 神無月の巫女
- げんしけん（ナレーション、男子1）
- 攻殻機動隊 S.A.C. 2nd GIG（個別の11人）
- ごくせん（幸田先生）
- サムライガン（山中保正、鮫八、寺法）
- SAMURAI 7（侍B）
- 砂ぼうず（給水所の役人）
- DearS（3番）
- ニニンがシノブ伝（忍者5）
- 鋼の錬金術師（アゴヒゲ）
- 爆裂天使（ビデオ店員、若者B）
- 光と水のダフネ（窃盗団のボス、秘書、潜水艦艦長）
- 火の鳥（村人、里人、使者）
- ビューティフル ジョー（ファイアーレオ、その他の怪人 他）
- 忘却の旋律（ボッカの父）
- 舞-HiME（船員）
- ロックマンエグゼStream（2004年 - 2005年、メカニック1、工場長）

2005年
- エレメンタル ジェレイド（クルス補佐官 他）
- 格闘美神 武龍（2005年 - 2006年、小林、花田社長 他） - 2シリーズ
- 巌窟王（門番3）
- ギャラリーフェイク
- 銀盤カレイドスコープ（神の声、医者）
- バジリスク 〜甲賀忍法帖〜（如月左衛門）
- ファンタジックチルドレン（医師）
- BLEACH（たてがみ死神、死神い、死神か、死神け）
- まじめにふまじめ かいけつゾロリ（見習い）

2006年
- N・H・Kにようこそ!（黒川和也、芸人）
- 彩雲国物語（姜文仲、老官吏）
- すもももももも 地上最強のヨメ（中慈馬ヒカル）
- 009-1（ダーク・グリーン）
- 奏光のストレイン（ハヴィシャム）
- デジモンセイバーズ（スチムソン教授、ピコデビモン）
- NIGHT HEAD GENESIS（ミサキ老人）
- BLACK BLOOD BROTHERS（幹部）
- 吉宗（佐助 他）
- RED GARDEN（ニール、ケイトの父 他）

2007年
- アイドルマスター XENOGLOSSIA（ネコ）
- おねがいマイメロディ すっきり♪（カレーの精）
- 金色のコルダ〜primo passo〜（音楽科教師）
- 銀魂（武器商人、おじいさん、鍛冶屋）
- 恋する天使アンジェリーク〜かがやきの明日〜（秘書）
- 鋼鉄神ジーグ（司馬遷次郎）
- ご愁傷さま二ノ宮くん（サラリーマン）
- こどものじかん（レイジの父、親戚A）
- さよなら絶望先生（2007年 - 2009年、臼井影郎、時田、甚六、万世橋わたる、鈴木その公 他） - 3シリーズ
- 人造昆虫カブトボーグ V×V（児玉、クロード千秋、ザ・マミー）
- Saint October（死神）
- 鉄子の旅（駅員）
- NANA（ノボちゃん）
- ムシウタ（詩歌の父）
- 遊☆戯☆王デュエルモンスターズGX（コザッキー）

2008年
- おでんくん（RD1、父親）
- カイバ
- 喰霊 -零-（隊長）
- GUNSLINGER GIRL -IL TEATRINO-（マティアス、アンティーク店主 #1）
- 紅（男A、学生A、誘拐犯、委員会の男1、九鳳院の男）
- スレイヤーズREVOLUTION（客D）
- 絶対やれるギリシャ神話（アポロン、プロメテウス、ナルキッソス、ポセイドン、ライオス、ディオニソス、ゼウス、アキレウス、オルペウス）
- 図書館戦争（榎木）
- NARUTO -ナルト- 疾風伝（フエン、ガマ吉、日向コウ、夢火）
- 破天荒遊戯（執事）
- BUS GAMER（サンタ）
- ひだまりスケッチ シリーズ（2008年 - 2012年、引越し屋、神主、智樹、おじさん、車内アナウンス、司会） - 2シリーズ + 特別編
- PERSONA -trinity soul-（茅野友幸）
- ポルフィの長い旅（ビル、おじさん）
- まかでみ・WAっしょい!（サトウ、羽瀬川博士）
- 遊☆戯☆王5D's（ジル・ド・ランスボウ）

2009年
- アラド戦記〜スラップアップパーティー〜（審判）
- 11eyes（アワリティア）
- 鋼殻のレギオス（カルヴァーン・ミッドノット、ヴァンゼ・ハルデイ）
- しゅごキャラ!!!どっきどき（りっかの父）
- はっけん たいけん だいすき! しまじろう
- ヒピラくん（ペンデ、ドォル、バキューム）
- WHITE ALBUM（男性アナ、記者1、司会者の声）
- まりあ†ほりっく（2009年 - 2011年、ナレーション） - 2シリーズ
- リストランテ・パラディーゾ（テオ）

2010年
- ジュエルペット シリーズ（2010年 - 2015年、コール、ヤミの将軍、片岡、ドラゴン校長、八木沼、マスター、錦織猿之助、 食堂のおじちゃん、保健室の先生、ももなのパパ 他） - 6シリーズ
- スーパーロボット大戦OG -ジ・インスペクター-（フィリオ・プレスティ）
- それでも町は廻っている（ナレーション）
- HEROMAN（ラヴィ）
- ひめチェン!おとぎちっくアイドル リルぷりっ（金田耕助）

2011年
- THE IDOLM@STER（占い師）
- サザエさん（洋介）
- TIGER & BUNNY（バーナビーの父親、市長）
- BLOOD-C（古きもの）

2012年
- ジョジョの奇妙な冒険（ロバート・E・O・スピードワゴン）
- 新テニスの王子様（田仁志慧）
- 戦国コレクション（長官、署長）
- 夏色キセキ（社長）
- NARUTO -ナルト- SD ロック・リーの青春フルパワー忍伝（ガマ吉）
- 薄桜鬼 黎明録（平間重助）
- 緋色の欠片（ドライ）
- ROBOTICS;NOTES（長深田充彦）

2013年
- 義風堂々!! 兼続と慶次（豊臣秀吉）
- ぎんぎつね（歌丸）
- サムライフラメンコ（2013年 - 2014年、キリング・ジョーク、怪人）
- 戦勇。（ミーちゃん、門番B）
- 超次元ゲイム ネプテューヌ THE ANIMATION（トリック）
- 東京レイヴンズ（呪捜官）
- のんのんびより（2013年 - 2021年、蛍の父親） - 2シリーズ
- 幕末義人伝 浪漫（親方、手下、徳川家定）
- まおゆう魔王勇者（士官A）
- ムシブギョー（蓋骨）
- 〈物語〉シリーズ セカンドシーズン 囮物語（クチナワ）
- ロボカーポリー（ビルダー、ムスティ）

2014年
- アカメが斬る!（ビル）
- いなり、こんこん、恋いろは。（伏見燈日）
- 戦国BASARA Judge End（磯野員昌）
- テラフォーマーズ（雇われ司会者）
- マジンボーン（セルペンス / ダークスネーク）

2015年
- おそ松さん（2015年 - 2025年、デカパン、聖澤庄之助 / 閻魔大王、イケメンIT系、先輩、社員 他） - 4シリーズ + 特別編
- GANGSTA.（ディエゴ・モンテス）
- 金田一少年の事件簿R（第2期）（村山智彦）
- 攻殻機動隊 ARISE ALTERNATIVE ARCHITECTURE（パズ）
- それが声優!（ボイスエンタテインメントマネージャー）
- デュラララ!!×2（2015年 - 2016年、徒橋喜助） - 2シリーズ
- パンチライン（石形学）
- パンパカパンツ（2015年 - 2017年、おじいちゃん） - 3シリーズ
- ワンパンマン（2015年 - 2019年、駆動騎士、地底王、天空王、協会幹部、シババワの付き人、ブンブンマン、深海人、おでん屋の大将、プルート、冥界王プル豚、メガネ職員 他） - 2シリーズ

2016年
- アクティヴレイド -機動強襲室第八係- 2nd（近藤）
- 学戦都市アスタリスク（ニコラス・エンフィールド）
- クロムクロ（赤城父）
- この美術部には問題がある!（コレットパパ）
- SERVAMP-サーヴァンプ-（城田徹）
- 斉木楠雄のΨ難（司会）
- 3月のライオン（花岡）
- ジョーカー・ゲーム（張大明）
- 聖戦ケルベロス 竜刻のファタリテ（パルパ）
- 装神少女まとい（係長、長官、田河刑事）
- タイムボカン24（2016年 - 2018年、メカブトン、スズムピーカー、カマキリッパー、ホタルジャイロ、クモモーター、レオナルド2、諸説アリババ、おだてブタ、オロカブ 他） - 2シリーズ
- 田中くんはいつもけだるげ（鷲塚先生）
- 夏目友人帳 伍（髭の祓い人、凶面）
- NORN9 ノルン+ノネット（遠矢基久）
- PJベリーのもぐもぐむにゃむにゃ（タマネギ先生）
- B-PROJECT〜鼓動*アンビシャス〜（2016年 - 2019年、二ノ宮、人気芸人） - 2シリーズ
- モブサイコ100（客）
- モンスターハンター ストーリーズ RIDE ON（リュート父）

2017年
- ACCA13区監察課（オウル / アーベント）
- 龍の歯医者
- サクラダリセット（津島信太郎）
- 神撃のバハムート VIRGIN SOUL（パン屋）
- 有頂天家族2（服屋店主）
- サクラクエスト（野毛、ドク〈高校生〉）
- バチカン奇跡調査官（ベッヘム医師）
- Code:Realize 〜創世の姫君〜（ランバール・レオンハルト）
- 鬼灯の冷徹（2017年 - 2018年、葉鶏頭） - 2シリーズ
- 血界戦線 & BEYOND（医療ヘリ隊員）

2018年
- デスマーチからはじまる異世界狂想曲（ジン・ベルトン）
- シュタインズ・ゲート ゼロ（アレクシス・レスキネン）
- 食戟のソーマ 餐ノ皿（遠藤）
- 覇穹 封神演義（スープーパパ）
- BANANA FISH（チャールズ・ディキンソン、マナーハイム）
- 京都寺町三条のホームズ（家頭武史）
- おしりたんてい（2018年 - 2022年、トカベエ）
- 深夜!天才バカボン（カップル男）
- 千銃士（ローガン）
- ムヒョとロージーの魔法律相談事務所（前田）
- DOUBLE DECKER! ダグ&キリル（語り）
- となりの吸血鬼さん（灯の父）
- ほしの島のにゃんこ（ハル）
- 抱かれたい男1位に脅されています。（長谷川次郎）
- 妖怪ウォッチ シャドウサイド（サタンクロース）
- メルクストーリア -無気力少年と瓶の中の少女-（オルトスの父）

2019年
- 荒野のコトブキ飛行隊（ジョニー）
- ブギーポップは笑わない（スプーキーE、刑事）
- ルパン三世 グッバイ・パートナー（カトー）
- スター☆トゥインクルプリキュア（バケニャーン、ハッケニャーン）
- グリムノーツ The Animation（悪魔司祭）
- ドメスティックな彼女（蔦谷聡一郎）
- この世の果てで恋を唄う少女YU-NO（北条篤、アッシュ）
- ヴィンランド・サガ（2019年 - 2023年、レイフ、イングランド兵、デンマーク軍兵士、イングランド軍兵士） - 2シリーズ
- BEM（ヴィランE、吸込男）
- 警視庁 特務部 特殊凶悪犯対策室 第七課 -トクナナ-（秘書〈春日洋介〉）
- ノー・ガンズ・ライフ（2019年 - 2020年、ヒュー・カニンガム） - 2シリーズ
- ソードアート・オンライン アリシゼーション War of Underworld（2019年 - 2020年、ブリッグ） - 2シリーズ
- GO!GO!アトム
- 放課後さいころ倶楽部（ジョージ・ベレスフォード）
- PSYCHO-PASS サイコパス 3（リー・アキ）
- 超人高校生たちは異世界でも余裕で生き抜くようです!（オスカル）
- 魔入りました!入間くん（ベルゼビュート）

2020年
- pet（健治）
- ID:INVADED イド:インヴェイデッド（園田均）
- 異種族レビュアーズ（デリベル）
- 天晴爛漫!（シャーレン父）
- 異常生物見聞録（アングス）
- 憂国のモリアーティ（モリアーティ伯爵）
- 禍つヴァールハイト -ZUERST-（ゲオルグ・エステルハージ）

2021年
- プレイタの傷（先代モリガン）
- たとえばラストダンジョン前の村の少年が序盤の街で暮らすような物語（ミノキ）
- ゾンビランドサガ リベンジ（主人）
- Sonny Boy（キャップ）
- かげきしょうじょ!!（正二）
- ヴァニタスの手記（マキナ侯）
- RE-MAIN（ロビー）
- マブラヴ オルタネイティヴ（2021年 - 2022年、安倍智彦） - 2シリーズ
- 王様ランキング（2021年 - 2023年、ベビン） - 2シリーズ
- 無職転生 〜異世界行ったら本気だす〜（2021年 - 2024年、ギース・ヌーカディア） - 2シリーズ
- 真の仲間じゃないと勇者のパーティーを追い出されたので、辺境でスローライフすることにしました（2021年 - 2024年、ストームサンダー） - 2シリーズ
- 名探偵コナン（柏木優）
- ルパン三世 PART6（ミハイル）

2022年
- 東京24区（白樺広樹）
- リーマンズクラブ（鮫嶋部長）
- サマータイムレンダ（凸村哲）
- アオアシ（加瀬順）
- リコリス・リコイル（吉松シンジ）
- メイドインアビス 烈日の黄金郷（男、ポリヨーン）
- オーバーロードIV（オスク）
- 4人はそれぞれウソをつく（ブライアン先生、ポウピョピポッピョピョパピョプ星人）
- チェンソーマン（早川父親）
- うる星やつら (2022)（ボクシング部顧問）
- ぼっち・ざ・ろっく!（妄想の上司）
- SPY×FAMILY（キャビー・キャンベル）
- BLEACH 千年血戦篇（2022年 - 2024年、二枚屋王悦） - 3シリーズ
- 後宮の烏（琴孝敬）
- 機動戦士ガンダム 水星の魔女（2022年 - 2023年、ケナンジ・アベリー）

2023年
- テクノロイド オーバーマインド（ミスター）
- 虚構推理 Season2（妖怪）
- 火狩りの王（炎千、闇医者）
- 老後に備えて異世界で8万枚の金貨を貯めます（ライナー子爵）
- 異世界のんびり農家（ビーゼル、神殿長）
- ふしぎ駄菓子屋 銭天堂（関ノ瀬和彦、ゾーイ）
- デッドマウント・デスプレイ（幅木秀秋） - 2シリーズ
- 葬送のフリーレン（2023年 - 2024年、アイゼン）
- ONE PIECE（テンセイ）
- 鴨乃橋ロンの禁断推理（十文字匠）
- 川越ボーイズ・シング（太鼓隊）
- ティアムーン帝国物語〜断頭台から始まる、姫の転生逆転ストーリー〜（マルコ）
- ポーション頼みで生き延びます!（オラム伯爵）

2024年
- 貼りまわれ!こいぬ（チワ崎、審査犬、店長）
- 明治撃剣-1874-（小山内秀信、皆川）
- 外科医エリーゼ（エル・ド・クロレンス）
- 七つの大罪 黙示録の四騎士（フィディック）
- 最弱テイマーはゴミ拾いの旅を始めました。（ファルトリア伯爵）
- メタリックルージュ（公団理事）
- 変人のサラダボウル（草薙勲）
- 魔法科高校の劣等生（名倉三郎）
- 転生したら第七王子だったので、気ままに魔術を極めます（リッチ、ポルカ）
- ザ・ファブル（ちっちの主人）
- 怪獣8号（長嶺ガイジ）
- 終末トレインどこへいく?（トキワマンA）
- 転生したらスライムだった件（カザック）
- 異世界スーサイド・スクワッド（ラットキャッチャー）
- 魔導具師ダリヤはうつむかない（ランドルフ・グッドウィン）
- チ。-地球の運動について-（2024年 - 2025年、ダミアン）
- 来世は他人がいい（染井蓮二）
- ねこに転生したおじさん（2024年 - 2025年、谷さん、ナレーション）
- 嘆きの亡霊は引退したい（ヴァン・グラディス）

2025年
- 青の祓魔師 終夜篇（オクちゃん）
- ババンババンバンバンパイア（立野春彦、織田信長、ナレーション）
- アラフォー男の異世界通販（マロウ）
- 没落予定の貴族だけど、暇だったから魔法を極めてみた（ギルドマスター）
- 空色ユーティリティ（茜真道）
- ボールパークでつかまえて!（中泉）
- 俺は星間国家の悪徳領主!（ブライアン）
- LAZARUS ラザロ（コバヤシ）
- 鬼人幻燈抄（店主 / 三浦定長）
- 機動戦士Gundam GQuuuuuuX（ガイア）
- Aランクパーティを離脱した俺は、元教え子たちと迷宮深部を目指す。（ブラン）
- 雨と君と（辰雄）
- 追放者食堂へようこそ!（ホッパー）
- カラオケ行こ!（宇宙人）
- ブサメンガチファイター（梶田）

2026年
- 勇者刑に処す 懲罰勇者9004隊刑務記録（ノルガユ・センリッジ）

時期未定
- BLACK TORCH（羅睺）

### 劇場アニメ
2007年
- ふるさと-JAPAN（秋山先生）

2012年
- 図書館戦争 革命のつばさ（榎木武史）

2013年
- キャプテンハーロック -SPACE PIRATE CAPTAIN HARLOCK-（官僚）
- 攻殻機動隊ARISE -GHOST IN THE SHELL-（パズ）

2014年
- えいがパンパカパンツ バナナン王国の秘宝（おじいちゃん、バナナワニ、王様、パンツの神様)

2015年
- 劇場版 PSYCHO-PASS サイコパス
- 攻殻機動隊 新劇場版（パズ）

2018年
- ニンジャバットマン（影闇）

2019年
- あした世界が終わるとしても（硴塚浩二）
- えいがのおそ松さん（デカパン、あつし）

2020年
- 劇場版 Fate/stay night [Heaven's Feel] III.spring song（遠坂永人）

2022年
- 機動戦士ガンダム ククルス・ドアンの島（ウォルド・レン）
- 映画 ゆるキャン△（白川）
- おそ松さん〜ヒピポ族と輝く果実〜（デカパン）
- すずめの戸締まり

2023年
- おそ松さん〜魂のたこ焼きパーティーと伝説のお泊り会〜（デカパン）
- アリスとテレスのまぼろし工場（教師）

2025年
- メイクアガール（高峰庄一）

時期未定
- ジュエルペット あたっくとらべる!（妖精）

### OVA
2002年
- 高校鉄拳伝タフ（不良A）

2005年
- 鴉 -KARAS-（シャコ）
- きらめき☆プロジェクト（2005年 - 2006年、ハンス、ドッテンハイム）

2006年
- テニスの王子様 Original Video Animation 全国大会篇（田仁志慧）
- HELLSING（円卓会議要人）

2007年
- デッドガールズ（刑事ニール）

2008年
- 獄・さよなら絶望先生（臼井影郎）

2009年
- 灼眼のシャナS（準子の父）
- 日本昔ばなし・世界名作童話（おじいさん、和尚、いじわるおじいさん、みのきち、よくばりじいさん、神様、ダースおじいさん、団長、王様、魔神、オオカミ、オズ 他）

2010年
- スーパーストリートファイターIV（警察官）※Xbox 360版限定特典アニメ

2013年
- 参乗合体 トランスフォーマーGo!（バクドーラ）

2014年
- 超次元ゲイム ネプテューヌ THE ANIMATION #13（トリック） - Blu-ray/DVD第7巻に収録
- ふたりエッチ（第3期）（堤久夫）

2015年
- ワンパンマン（博士） - コミックス第10巻アニメDVD同梱版

2016年
- ブラッククローバー（神父）

2018年
- ゴールデンカムイ（日泥新平） - コミックス第15巻アニメDVD同梱版

2019年
- ストライク・ザ・ブラッド III（スパーニ）

2020年 
- ACCA13区監察課 Regards（オウル）
- 転生したらスライムだった件（ゲスダー） - 漫画版第14 - 16巻OAD付き限定版
- 鬼灯の冷徹（葉鶏頭） - コミックス第31巻DVD付き限定版

2022年 
- 超次元ゲイム ネプテューヌ 〜陽だまりのリトルパープル〜（レベルトリック）
- 機動戦士ガンダム 水星の魔女 PROLOGUE（ケナンジ・アベリー）

### Webアニメ
2010年代
- ニンジャスレイヤー フロムアニメイシヨン（2015年、アーソン）
- トランスフォーマー サイバーバース（2019年、ホイルジャック、ラチェット、サウンドウェーブ、他）
- ニンジャボックス（2019年、ヒロトの父、ヒーロー評論家）
- ガンダムビルドダイバーズRe:RISE（2019年 - 2020年、マツムラ・ケン） - 2シリーズ

2020年代
- 言霊少女 the Animation -Microphone soul spinners-（2020年、ナレーション）
- スーパードラゴンボールヒーローズ プロモーションアニメ特別編 決戦!タイムパトロールVS暗黒王!（2020年、メチカブラ）
- ざしきわらしのタタミちゃん（2020年、ぽんぽこ丸、人間たち、警察官）
- ヴァンパイア・イン・ザ・ガーデン （2022年、宿主人）
- きよねこっ（2023年、再生数の伸びない男性客）
- SAND LAND: THE SERIES（2024年、ランゴ）
- T・Pぼん（2024年、ザブロック）
- ライジングインパクト（2024年、アーサー・フェニックス）

### ゲーム
2002年
- 侍（栗吉）

2003年
- サクラ大戦 〜熱き血潮に〜（群集）
- バテン・カイトス 終わらない翼と失われた海（クラムリ）
- ボクらの太陽（ムスペル、白銀の騎士）
- ワイルドアームズ アルターコード:エフ

2004年
- 九龍妖魔學園紀（阿門帝等）
- 続・ボクらの太陽 太陽少年ジャンゴ（シャイアン、スミス、エンニオ）
- 東京魔人學園外法帖血風録（スルト）
- 風雲 新撰組（近藤勇、原田左之助）
- フルハウスキス（北条竹治）

2005年
- 新・ボクらの太陽 逆襲のサバタ（シャイアン、スミス、エンニオ）
- スペクトラルフォース クロニクル（ソルティ、バンバン、グロミュー、ナレーション）
- 風雲 幕末伝（近藤勇、原田左之助）
- ローグギャラクシー（ブルカカ戦士）
- ワイルドアームズ ザ フォースデトネイター

2006年
- 格闘美神 武龍（小林、プロレス門下生）
- グラナド・エスパダ（ナジブ、グラシエルロ）
- スペクトラルフォース3 イノセントレイジ（ジュード）
- バテン・カイトスII 始まりの翼と神々の嗣子（クラムリ）
- ボクらの太陽 Django&Sabata（アーネスト、オトフリート）
- 転生學園月光録（伊地知幹夫）

2007年
- すもももももも 〜地上最強のヨメ〜 継承しましょ!? 恋の花ムコ争奪戦!!（中慈馬ヒカル）
- BLADESTORM 百年戦争（ジョン・タルボット）

2008年
- 白騎士物語

2009年
- サイキン恋シテル?（新道拓海）
- トリガーハート エグゼリカ エンハンスド（スキルトール）

2010年
- 薄桜鬼 黎明録（平間重助）
- 原宿探偵学園 スチールウッド（神宮竜造）
- 猛獣使いと王子様（ベルント）

2011年
- 超次元ゲイム ネプテューヌmk2（トリック・ザ・ハード）
- 薄桜鬼 黎明録 ポータブル（平間重助）
- 華鬼 〜恋い初める刻 永久の印〜（外尾忠尚）
- BEYOND THE FUTURE - FIX THE TIME ARROWS -（カダッシュ）
- 猛獣使いと王子様 〜Snow Bride〜（ベルント）
- 猛獣使いと王子様 Portable（ベルント）
- 遊☆戯☆王5D's Duel Transer（デュエルトランサー）（ジル・ド・ランスボウ）

2012年
- 白華の檻 〜緋色の欠片4〜（秋篠吉影）
- 特殊報道部（坂井田理）
- 薄桜鬼 黎明録 DS（平間重助）
- 薄桜鬼 黎明録 名残り草（平間重助）
- 華鬼 〜夢のつづき〜（外尾忠尚）
- 猛獣使いと王子様 〜Snow Bride〜 Portable（ベルント）
- リズム怪盗R 皇帝ナポレオンの遺産（ハインリヒ / グラーフ）
- ROBOTICS;NOTES（長深田充彦）

2013年
- あかやあかしやあやかしの（イゴさん）
- 白華の檻 〜緋色の欠片4〜 四季の詩（秋篠吉影）
- ジョジョの奇妙な冒険シリーズ（2013年 - 2022年、ロバート・E・O・スピードワゴン） - 4作品
- Dragon's Dogma Dark Arisen（ポーン男性、サヴァン）
- 花咲くまにまに（周防利吉）
- フェアリーフェンサー エフ（パイガ）

2014年
- Code:Realize 〜創世の姫君〜（ランパール・レオンハルト）
- CV 〜キャスティングボイス〜（眞田大樹）
- 超次次元ゲイム ネプテューヌRe;Birth2 SISTERS GENERATION（トリック・ザ・ハード）

2015年
- オルタンシア・サーガ -蒼の騎士団-（シルビオ）
- 喧嘩番長6〜ソウル&ブラッド〜（相澤弘志）
- STEINS;GATE 0（アレクシス・レスキネン）
- ソフィーのアトリエ 〜不思議な本の錬金術士〜（ホルスト・バスラー）
- 帝国海軍恋慕情〜明治横須賀行進曲〜（添田秋生）
- NORN9 LAST ERA（遠矢基久）
- フェアリーフェンサー エフ ADVENT DARK FORCE（パイガ）
- 猛獣使いと王子様 〜Flower & Snow〜（ベルント）

2016年
- UPPERS（金丸ひろし）
- Code:Realize 〜祝福の未来〜（ランパール・レオンハルト）
- スターオーシャン5 -Integrity and Faithlessness-（クリストフ、ムータル）
- 討鬼伝2（主計）

2017年
- おそ松さん THE GAME はちゃめちゃ就職アドバイス -デッド オア ワーク-（デカパン）
- かまいたちの夜 輪廻彩声（香山誠一）
- クランク・イン（青井春義）
- GRAVITY DAZE 2/重力的眩暈完結編:上層への帰還の果て、彼女の内宇宙に収斂した選択（Dr.ブレフマン）
- Code:Realize 〜白銀の奇跡〜（ランパール・レオンハルト）
- この世の果てで恋を唄う少女YU-NO（北条）
- 大逆転裁判2 -成歩堂龍ノ介の覺悟-
- メギド72（2017年 - 2023年、アガレス、イポス）

2018年
- スーパードラゴンボールヒーローズ（メチカブラ〈全盛期〉 / 暗黒王メチカブラ）
- グランブルーファンタジー（2018年 - 2020年、『ロボミZ』『ロボミ 史上最大の戦い』ナレーション）
- 真紅の焔 真田忍法帳（真田信尹）
- 白猫プロジェクト（エディ・ジャクソン）

2019年
- スーパードラゴンボールヒーローズ ワールドミッション（メチカブラ〈全盛期〉）
- ドラえもん のび太の牧場物語（スミック）
- セブンナイツ（セザール）
- 十三機兵防衛圏（柴久太）
- BLEACH BraveSouls（二枚屋王悦）

2020年
- 幻想マネージュ（ダニエル）
- モンスターハンター ライダーズ（ガーディ、ジョヴァンニ、カイエン）
- ドラゴンクエスト X オンライン（ギャノン弟）
- サイバーパンク2077（ジャッキー・ウェルズ）

2021年
- 真・女神転生V（メフィスト）

2022年
- トライアングルストラテジー（ベネディクト・パスカル）
- ストレンジャー オブ パラダイス ファイナルファンタジー オリジン（アストス）
- Relayer（ギリアン艦長）
- ANONYMOUS;CODE（鮫洲馨〈カオル〉）
- ゼノブレイド3（ディー）
- スターオーシャン6 THE DIVINE FORCE（マーキス・イゼン）
- パズル&ドラゴンズ（ロバート・E・O・スピードワゴン）
- ディシディア ファイナルファンタジー オペラオムニア（アストス）

2023年
- ファイアーエムブレム エンゲージ（ヴァンドレ）
- サマータイムレンダ Another Horizon（凸村哲）
- イースX -NORDICS-（クレマン・ベルジュ）

2024年
- モンスターストライク（2024年 - 2025年、アイゼン、ガイア）
- 百英雄伝（スキッド、ヒロ）
- SAND LAND（ランゴ）
- 真・女神転生V Vengeance（メフィスト）
- ガールフレンド（仮）（悪仙人男）
- フィグゼイト -地獄の英雄伝説- EXAレーベル（レムリアス・アンジェロ）
- 魔導物語 フィアと不思議な学校（アウルベア）

2025年
- SDガンダム GGENERATION ETERNAL（ケナンジ・アベリー）
- みんなのGOLF WORLD（セバスチャン）

### ドラマCD
- 愛かもしれない-山田ユギバンブーセレクションCD2-（課長）
- 秋山くん second（秋山健一）
- 吸血鬼と愉快な仲間たち2（小柳）
- 獣たちの…妄執。（藤堂社長）
- 囀る鳥は羽ばたかない6（綱川）
- さよなら絶望先生 ドラマCD 絶望劇場（臼井影郎、万世橋わたる、製菓会社の人、店主）
- 30歳まで童貞だと魔法使いになれるらしい（課長）
- GP学園生徒会執行部シリーズ（司堂一也）
- SUPER LOVERS 1（事務員）
- セイント・バトラーズ 菫の大公と黒の家令（マーチャリティー男爵）
- その唇をひらけ（嘉一の祖父）
- できちゃった男子シリーズ（橘影虎）
- FLESH＆BLOOD 4（ミゲル・デ・セルバンテス）
- 憂鬱な朝（田村）
- リストランテ・パラディーゾ Drama CD Vol.1（テオ）
- ドラマCD「朧月のレゴリス アリス・ギア・アイギス外伝」ようこそムラクモ町田へ / ドラマCD「朧月のレゴリス アリス・ギア・アイギス外伝」ムラクモ町田のマイ・フェア・レディ（2023年、野北市蔵[165]） - 2作品

### オーディオドラマ
- オーディオシネマ iシリーズ「とある男子についての考察」（2015年、能見徹[166][167]）
- オーディオシネマ iシリーズ「2回目のファーストキス」（2015年[168][169]）

### 吹き替え

#### 担当俳優
エイダン・ギレン
- ゲーム・オブ・スローンズ（2013年 - 2017年、ピーター・ベイリッシュ）
- メイズ・ランナー2: 砂漠の迷宮（2016年、ジャンソン）
- モンタナの目撃者（2021年、ジャック）

ティム・ブレイク・ネルソン
- バスターのバラード（2018年、バスター・スクラッグス）
- ウォッチメン（2020年、ウェイド / ルッキングラス）
- ゴーステッド Ghosted（2023年、ボリスロフ）

#### 映画
2001年
- 最新絶叫計画（トミー〈ジェームズ・デベロ〉）
- スターリングラード ※ソフト版
- チル CHILL（老人〈ロイド・オクセンディン〉）
- ディープ・フリーズ（アップデート〈デヴィッド・レネマン〉）
- ノー・マンズ・ランド（ボスニアの将校）
- ミーン・マシーン（マッシブ〈ヴァス・ブラックウッド〉）
- ヤング・ブラッド

2002年
- 藍色夏恋（体育教師〈ミン・ジンチョン〉）
- 愛してる、愛してない...
- ウインドトーカーズ（三等曹長〈ジェフ・デイヴィス〉）
- es（レンツェル〈ラース・ガルトナー〉）※DVD版
- 地獄の黙示録 特別完全版（負傷兵） ※VHS版
- ゾンヴァイア/死霊大血戦
- チェーン・オブ・ファイア
- 超人ハルク リターンズ ※DVD版
- 超人ハルク 敵か？味方か？テアデビル ※DVD版
- チョコレート
- 24アワー・パーティ・ピープル（ライアン〈ロブ・ブライドン〉）
- マーサの幸せレシピ
- フー・アー・ユー？（チーフ〈カン・インギ〉）
- ムーンライト・マイル（タナー〈ゴードン・クラップ〉）

2003年
- 愛してる、愛してない...
- エンバイロン
- 過去のない男
- サイン・オブ・ゴッド
- ザ・ヴァイキング
- ザ・ヴァイキング 魔王復活
- ジーリ（高校生）
- 0061 北京より愛をこめて!?（男スパイ〈ジョー・チェン〉）
- 21グラム（婦人科医〈ジョン・ルビンスタイン〉）
- 博士の異常な愛情（カイベル）※DVD版
- ハンテッド（ボビー・モレット〈ホセ・ズニーガ〉）※ソフト版

2004年
- ウィンブルドン（ディーター・プロフ〈ニコライ・コスター＝ワルドー〉）
- エイリアン2（ダニエル・スパンクマイヤー〈ダニエル・カッシュ〉）※完全版DVDアルティメットエディション・BD版
- エイリアンVSプレデター
- クライモリ（リッチ・ストッカー〈ジョエル・ハリス〉）
- サンダーバード（実写版）
- シークレット・ウィンドウ（モーテルマネージャー）
- スイミング・プール
- ソウ（ステーブン・シン刑事〈ケン・レオン〉）
- ダンス・レボリューション
- チアーズ！2
- チェイシング・リバティ
- デイ・アフター・トゥモロー（タカ〈ティム・ハマグチ〉）※ソフト版
- トルク
- パニッシャー（ジョー・トロ〈オマール・アヴィラ〉）
- 陽のあたる場所（アール・イーストマン〈キーフ・ブラッセル〉）※ソフト版
- ロビン・フッド ※テレビ東京版

2005年
- アート・オブ・デビル
- ギャングスター・ナンバー1（マッド・ジョン〈ダグ・アレン〉）
- キング・コング
- サマーリーグ（マイスル・ダルリンプル〈マーク・ブルカス〉）
- ドッジボール（ランス・アームストロング）
- DMZ 38（ロバート・ハート〈マイケル・ビーン〉）
- ワイルドシングス3

2006年
- キンキーブーツ（リチャード・ベイリー）
- ファイヤーウォール（ピム〈ヴィンス・ヴィーラフ〉）※ソフト版
- ホステル（ジョッシュ〈デレク・リチャードソン〉）

2007年
- ウェズリー・スナイプス ザ・シューター
- AVP2 エイリアンズVS.プレデター（レイ）
- ゲーム・プラン
- デイ・オブ・デスティニー
- ナショナル・トレジャー リンカーン暗殺者の日記
- レイク・デッド ケインとアベル（アベル〈クリスチャン・ストークス〉）
- セルラー ※テレビ朝日版

2008年
- ダークナイト（アンソニー・ガルシア市長〈ネスター・カーボネル〉）※ソフト版
- チャーリー・バートレットの男子トイレ相談室
- ディープ・アンダーカバー
- ベガスの恋に勝つルール（デイブ〈ザック・ガリフィアナキス〉）
- ラスベガスをぶっつぶせ（カム）
- ラスト・レジェンド

2009年
- ダイヤモンド・イン・パラダイス ※テレビ東京版
- THE 4TH KIND フォース・カインド（スコット）
- ホテル・バディーズ ワンちゃん救出大作戦

2010年
- ソーシャル・ネットワーク（ビル・ゲイツ）
- 第9地区（ブラッドナム〈ジェイソン・コープ〉）
- ディア・ブラザー
- 特攻野郎Aチーム THE MOVIE
- みんな私に恋をする

2011年
- 地球、最後の男
- ニューイヤーズ・イブ（グリフィン・バーン〈セス・マイヤーズ〉、ビューラートン〈マシュー・ブロデリック〉）
- ヨギ & ブーブー わんぱく大作戦（市長補佐〈ネイト・コードリー〉）

2012年
- ダークナイト ライジング（アンソニー・ガルシア市長〈ネスター・カーボネル〉）
- ただ君だけ（ミン・テシク）
- フライトナイト/恐怖の夜（ジェイ・ディー〈クリス・サランドン〉）
- メン・イン・ブラック3（エージェントAA〈ウィル・アーネット〉）

2013年
- 愛しのゴースト
- ケイト・レディが完璧な理由（リチャード・レディ〈グレッグ・キニア〉）
- 最終絶叫計画5
- 死霊のはらわた（ハロルド〈ジム・マクラーティ〉）
- ブラッド・ウェポン（ジョン〈ジェイ・チョウ〉）
- ランズエンド -闇の孤島-（クリシー〈スティーヴン・グレアム〉）
- リーサル・ウェポン3（映画監督）※テレビ朝日版追加収録

2014年
- イントゥ・ザ・ストーム（天気予報・男）
- X-MEN:フューチャー&パスト
- 西遊記 〜はじまりのはじまり〜（オカッパ）

2015年
- シェアハウス・ウィズ・ヴァンパイア（ヴィアゴ〈タイカ・ワイティティ〉）
- コードネーム U.N.C.L.E.（ウド・テラー〈クリスチャン・ベルケル〉）
- ファンタスティック・フォー（ラボ放送1）
- ベストマン -シャイな花婿と壮大なる悪夢の2週間-（ラーチ〈ホルヘ・ガルシア〉、エド・パーマー〈ケン・ハワード〉）
- ミュータント・ワールド（マーカス・キング〈キム・コーツ〉）

2016年
- インデペンデンス・デイ: リサージェンス（ジャン司令官〈チン・ハン〉）
- オデッセイ（マイク〈エンゾ・シレンティ〉）
- クライム・ヒート（エリック・ディーズ〈マティアス・スーナールツ〉）
- 現地(にいない)特派員（イアン・フィンチ〈リッキー・ジャーヴェイス〉）
- ストレイト・アウタ・コンプトン（ジェリー・ヘラー〈ポール・ジアマッティ〉）

2017年
- 最初に父が殺された（ルオンの父〈ポーン・コンペーク〉）
- ブレードランナー 2049（ココ〈デヴィッド・ダストマルチャン〉）
- マイ・ベスト・フレンド（キット〈ドミニク・クーパー〉）

2018年
- ザ・ゲーム 〜赤裸々な宴〜（マルコ〈ロシュディ・ゼム〉）
- サバービコン 仮面を被った街（バッド・クーパー〈オスカー・アイザック〉）
- シェイプ・オブ・ウォーター（ロバート・ホフステトラー博士〈マイケル・スタールバーグ〉）
- ゾンビーズ（ゼヴォン〈トニー・ナッポ〉）
- 父さんはオジロジカ・ハンター（ドン〈ダニー・マクブライド〉）
- ナイトスクール（テディ〈ケヴィン・ハート〉）
- マイ・パーフェクト・ロマンス（ジョージ〈ジョシュ・ディーン〉）
- レディ・プレイヤー1（英国人IOI）
- ワンダー・ウーマンとマーストン教授の秘密（ウィリアム・モールトン・マーストン〈ルーク・エヴァンズ〉）

2019年
- アメリカの息子（ラーキン巡査〈ジェレミー・ジョーダン〉）
- スカイスクレイパー（ジャオ・ロン・ジー〈チン・ハン〉）
- メン・イン・ブラック:インターナショナル（エージェントC〈レイフ・スポール〉）

2020年
- Come Play カムプレイ（カラルコ先生）
- シカゴ7裁判（ジェリー・ルービン〈ジェレミー・ストロング〉）

2021年
- アメリカン・アンダードッグ（カート・ワーナー〈ザッカリー・リーヴァイ〉）
- パラサイト 半地下の家族（医師）※日本テレビ版
- デルタフォース（運転手〈キャスパー・ヴァン・ディーン〉）
- フリー・ガイ
- ミッドウェイ（クラレンス・ディキンソン〈ルーク・クラインタンク〉）
- スペース・プレイヤーズ（ゲームアナ2）
- DUNE/デューン 砂の惑星（パイター・ド・フリース〈デヴィッド・ダストマルチャン〉）
- レッド・ノーティス
- ヴェノム:レット・ゼア・ビー・カーネイジ
- キングスマン:ファースト・エージェント（ジョージ5世、ヴィルヘルム2世、ニコライ2世〈トム・ホランダー〉）

2022年
- トップガン マーヴェリック（ナレーター）
- フレンチ・ディスパッチ ザ・リバティ、カンザス・イヴニング・サン別冊（ジュリアン・カダージオ〈エイドリアン・ブロディ〉、アーサー・ハウイッツァー・Jr.〈ビル・マーレイ〉）
- パイレーツ：失われた王家の秘宝（アグィ〈パク・ジファン〉）
- ハリウッド・スターガール（イギー〈アル・マドリガル〉）
- ハロウィンの呪文 ～ブリッジホローは大騒ぎ!?～（ベン神父〈デヴィッド・A・クーパー〉）
- ライズ～コートに輝いた希望（ケヴィン〈マニッシュ・ダヤル））

2023年
- ダイ・ハート（ダニー・モリソン〈ブランドン・クイン〉）
- ダンジョンズ&ドラゴンズ/アウトローたちの誇り
- トランスフォーマー/ビースト覚醒（ウォーカー〈フランク・マーズ〉）
- レンフィールド（マーク〈ブランドン・スコット・ジョーンズ〉）

2024年
- ブルー きみは大丈夫（アンドロメダス3世）
- グラディエーターII 英雄を呼ぶ声（ラウィ〈アレクサンダー・カリム〉）

2025年
- ジュラシック・ワールド（スコット〈アンディ・バックリー〉）※ザ・シネマ版
- ミッキー17（ジーク〈スティーヴ・パク〉）
- スター・トレック セクション31（サン〈ジェームズ・ヒロユキ・リャオ〉）
- 人類哀（ボブ〈エンリコ・コラントーニ〉）

#### ドラマ
2001年
- OZ/オズ（オマー・ホワイト）

2002年
- CSI:科学捜査班（デヴィッド・フィリップス〈デヴィッド・バーマン〉）

2003年
- ER VIII 緊急救命室 #159（ヴィンス・ニューベリー〈ティモシー・リー・デプリースト〉）、#163（リック〈ドリュー・エバーソール〉）

2005年
- ER X 緊急救命室 #209（消防隊員〈ショーン・ダグラス〉）
- シックス・フィート・アンダー（フェデリコ・ディアス〈フレディ・ロドリゲス〉）
- 笑傲江湖（林震南）

2007年
- ER XII 緊急救命室 #267（ラドフォード〈ポール・ウェブスター〉）

2009年
- プライベート・プラクティス4（ケヴィン）

2010年
- IRIS-アイリス-（ヨン・ギフン〈チェ・ジョンファン〉）
- 救命医ハンク セレブ診療ファイル（ジャック・オマリー）
- コールドケース6（マーティ）

2011年
- リゾーリ&アイルズ2

2012年
- ボディ・オブ・プルーフ 死体の証言（イーサン・グロス〈ジェフリー・エアンド〉）

2013年
- CSI:12 科学捜査班
- ゲーム・オブ・スローンズ シーズン1、2（学匠ルーウィン、ポリヴァー）
- パワーレンジャー SAMURAI（メンター・ジイ〈レネ・ナウファフ〉）
- 私はラブ・リーガル2

2014年
- ゲーム・オブ・スローンズ シーズン3、4（学匠ルーウィン、ポリヴァー）
- パワーレンジャー SUPER SAMURAI（メンター・ジイ〈レネ・ナウファフ〉）

2016年
- リミットレス（スペルマン・ボイル〈ヒル・ハーパー〉）

2018年
- オルタード・カーボン（ポー〈クリス・コナー〉）
- S.W.A.T.（ロバート・ヒックス〈パトリック・セント・エスプリト〉）

2019年
- After Life/アフター・ライフ（トニー〈リッキー・ジャーヴェイス〉）
- Short Treks（テブリン・クリット〈ハリー・ジャッジ〉）
- 大草原の小さな家（ピーターズ〈ドン・ナイト〉）※NHK BS4K版
- マインドハンター シーズン2 #2（バーコウィッツ）
- マンダロリアン（IG-11）
- コードネーム: ウイスキー&キャバリエ -ふたりは最強スパイ-（レイ・プリンス〈ジョシュ・ホプキンス〉）

2020年
- スタートレック:ピカード（ブルー）
- トワイライト・ゾーン シーズン1 #1（サミール〈クメイル・ナンジアニ〉）

2021年
- ザ・サーペント #1,4,8（レーバー）

2022年
- ピースメイカー（クレムゾン・マーン〈チュクウディ・イウジ〉）
- ハリー・パーマー 国際諜報局（ウィリアム・ドルビー〈トム・ホランダー〉）

2023年
- THE SWARM/ザ・スウォーム（シグル・ヨハンソン博士〈アレクサンダー・カリム〉）

2024年
- Bandidos/バンディドス（謎の男）
- スタートレック:ディスカバリー（レイナー〈カラム・キース・レニー〉）
- マイ・レディ・ジェーン（ナレーター〈オリヴァー・クリス〉、レスター公爵〈ジム・ブロードベント〉）
- ボドキン（ギルバート〈ウィル・フォーテ〉）
- マーダーズ・イン・ビルディング シーズン4（ルディ〈クメイル・ナンジアニ〉）
- ウィンター・キング: アーサー王物語（ベドウィン司教〈スティーヴン・エルダー〉）
- ギャング・オブ・ロンドン シーズン2（コバ〈ワリード・ズエイター〉）

#### アニメ
2002年
- X-MEN エボリューション（スコット・サマーズ / サイクロップス）

2005年
- ホーム・オン・ザ・レンジ にぎやか農場を救え!
- マダガスカル

2007年
- スパイダーマン（エイドリアン・トゥームズ / ヴァルチャー〈若〉）
- トムとジェリー テイルズ

2009年
- スター・ウォーズ/クローン・ウォーズ (テレビアニメ)（EV-A4-D）
- ナットのスペースアドベンチャー3D（レオニード）

2010年
- チャウダー

2012年
- アドベンチャー・タイム（マジックマン）
- レゴ ニンジャゴー 〜スピン術バトルの使い手〜（ウィプラッシュ）

2013年
- マイリトルポニー〜トモダチは魔法〜（シルバースター保安官）
- ロボカーポリー（ビルダー、おじさん、自動車2、ムスティ、タイタン、セシル）

2015年
- サンダーバード ARE GO（ブレインズ）
- スポンジ・ボブ 海のみんなが世界を救Woo!（イカルド / ソルト・ノート）

2016年
- 新 ルーニー・テューンズ（スクイークス、ウィンター・スタッグ）
- パワーパフガールズ（第2作）（マンボーイ）

2017年
- スポンジ・ボブ（イカルド・テンタクルズ〈2代目〉、マン・レイ〈2代目〉、海賊パッチー〈2代目〉、ジェンキンス〈2代目〉、ザ・チーフ〈2代目〉 他）※シーズン9以降
- ガーディアン・ブラザーズ -小門神-（シェン・トゥ）

2018年
- 西遊記 ヒーロー・イズ・バック（リュウアーの父）
- シュガー・ラッシュ:オンライン（JP・スパムリー）
- チキチキマシン猛レース!（ケンケン、モンスター、実況役）
- ねこのピート（ネビル）

2019年
- おさるのジョージ（オカノ氏）

2020年
- スポンジ・ボブ: スポンジ・オン・ザ・ラン（イカルド）

2021年
- カラミティ（イーサンの父）

2023年
- スパイダーマン:アクロス・ザ・スパイダーバース（ジョージ・ステイシー）
- バイオハザード デスアイランド（アントニオ・テイラー）
- トランスフォーマー アーススパーク（ホイルジャック、サウンドウェーブ〈2代目〉）

2024年
- サンディ・チークスのビキニタウン救出大作戦（イカルド）
- トランスフォーマー/ONE（サウンドウェーブ〈2代目〉、ゼータプライム）

#### 人形劇
- サンダーバード6号（2004年、トマス）※DVD版

#### テレビ番組
- ディスカバリーチャンネル『名車再生!クラシックカー・ディーラーズ』（2020年、マイク・ブルーワー[210]）※シーズン15以降

### デジタルコミック
- VOMIC 傷だらけの仁清（ヤクザ1）
- 銀次と桃田（2023年、藤森銀次[211]）

### CM
- パズドラTV「転校生」篇（2015年、先生[212]）

### ラジオ
※はインターネット配信。
- JOJOraDIO（2013年、アニメ公式サイト※・YouTube※）
- JOESTAR RADIO（2020年、YouTube※・音泉※）[213]

### 特撮
2010年代
- 仮面ライダー鎧武/ガイム（2014年、デュデュオンシュの声）
- 宇宙戦隊キュウレンジャー（2017年、シャイドスの声）

2020年代
- 魔進戦隊キラメイジャー（2020年、ヒャクニンイッシュ邪面の声）
- 仮面ライダー ビヨンド・ジェネレーションズ（2021年、ディアブロの声）

### その他コンテンツ
- パチンコ『じゃりン子チエ』（カルメラ兄）
- 風雲!大歴史実験「大坂冬の陣 真田丸 徳川撃退の秘密」（NHK BSプレミアム、2016年10月28日） - 徳川家康の声

## ディスコグラフィ

### キャラクターソング
| 発売日        | 商品名                                     | 歌                   | 楽曲                                | 備考                                 |
| ------------- | ------------------------------------------ | -------------------- | ----------------------------------- | ------------------------------------ |
| 2006年8月19日 | THE BEST OF RIVAL PLAYERS XXVII KeiTanishi | 田仁志慧（上田燿司） | 「COSMOS」 「COSMOS」(RemixVersion) | テレビアニメ『テニスの王子様』関連曲 |